# Вінкел (Північна Голландія)
Вінкел (нід. Winkel) — село в нідерландській провінції Північна Голландія. Входить до муніципалітету Голландс-Крон.
Його площа становить 10,18 км², а населення станом на 2021 рік складало 3 400 осіб.
Перша згадка про населений пункт датується 1289 роком.
До 1970 року мало статус окремого муніципалітету.

## Галерея

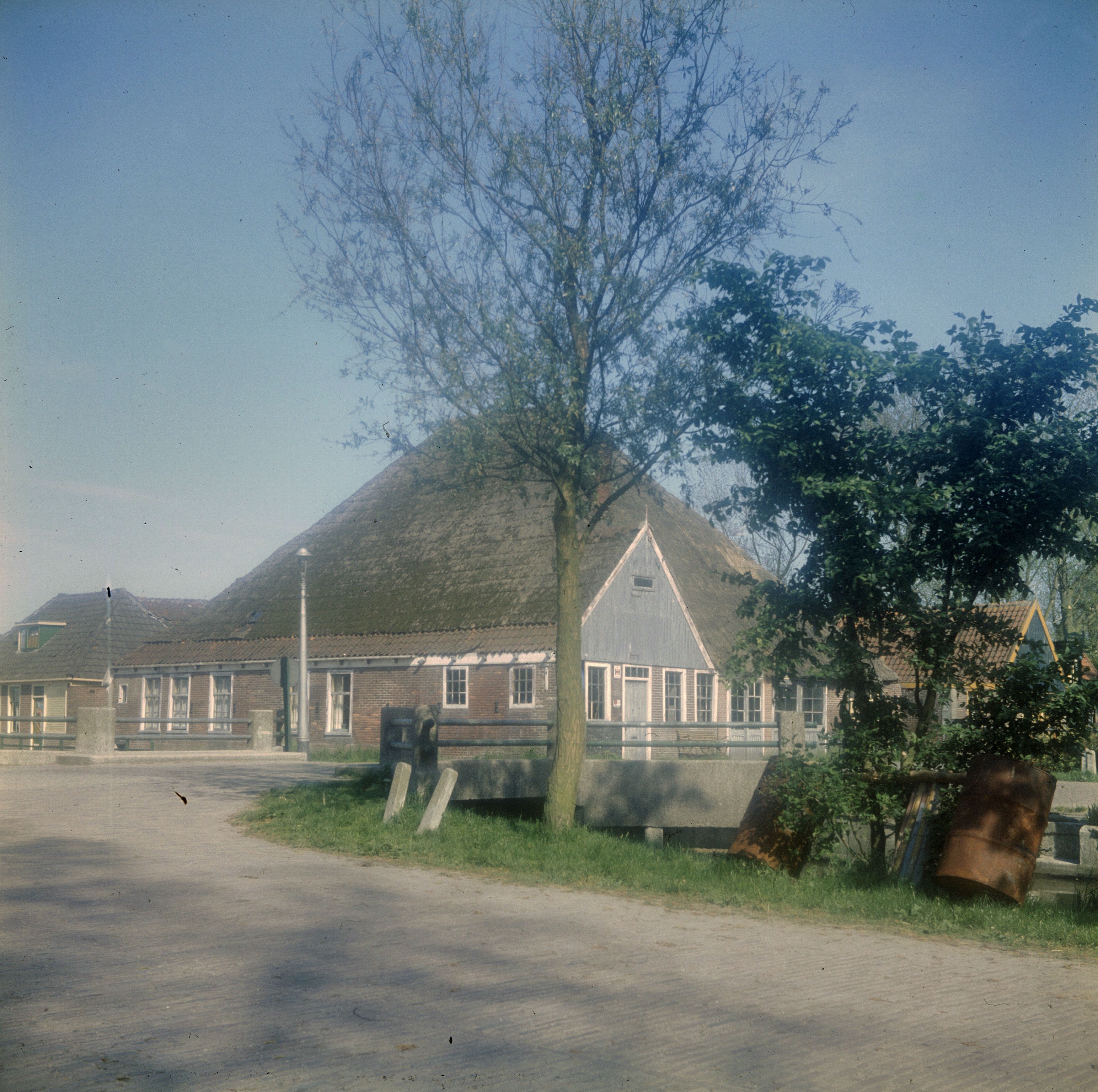
Будівля колишньої кузні
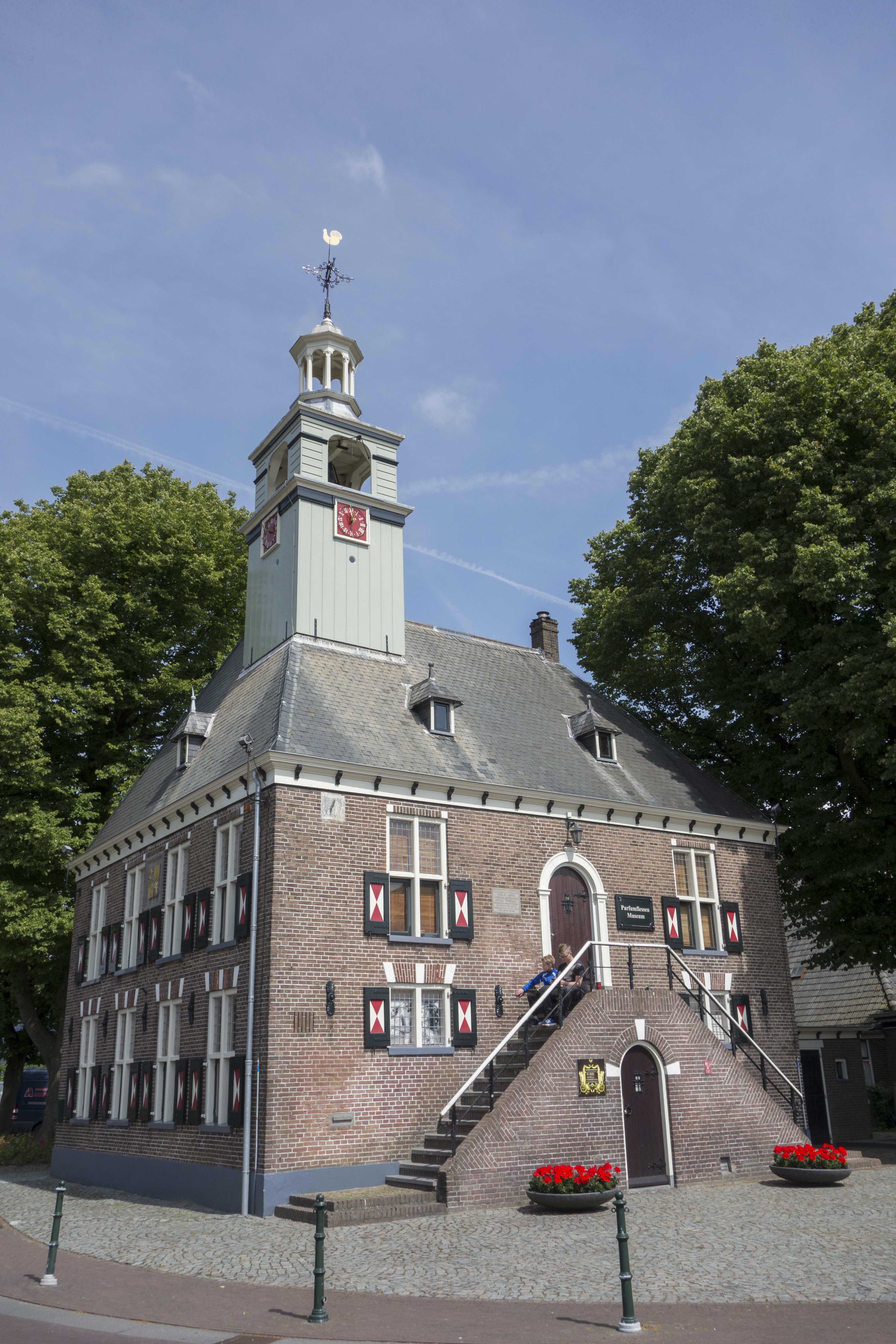
Колишня мерія
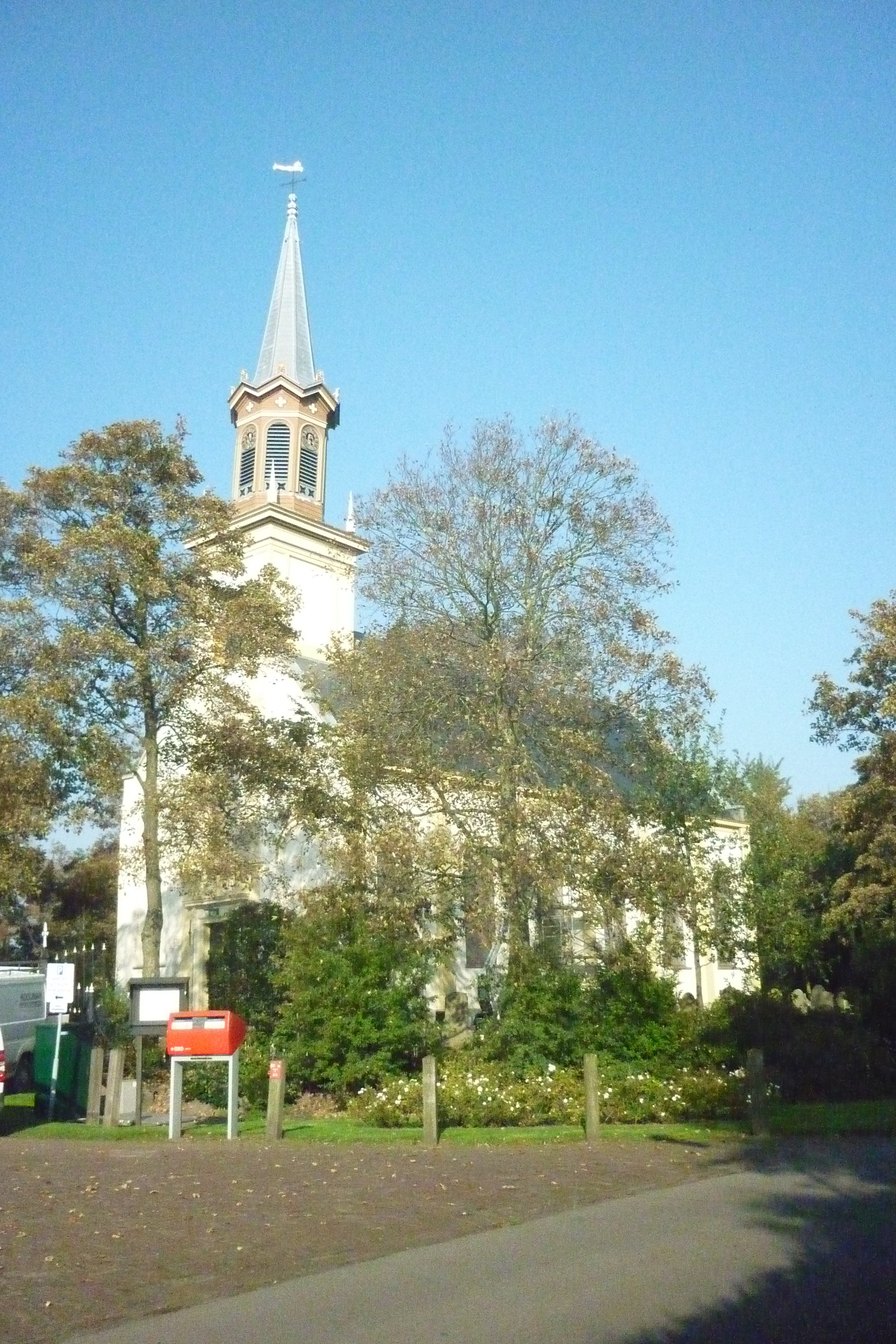
Реформистська церква